# Posener Neueste Nachrichten
Posener Neueste Nachrichten – poznański dziennik niemieckojęzyczny wychodzący w latach 1899–1926.
Redaktorem naczelnym ośmiostronicowego pisma był Georg Wagner, Niemiec przeciwny drastycznym metodom germanizacji (za taką postawę został wcześniej usunięty z redakcji Posener Zeitung). Według zapewnień redakcji gazeta miała być wierną kroniką bieżących wydarzeń. Pismo miało charakter liberalny, a jego mottem było równouprawnienie wszystkich obywateli oraz równe prawa polityczne i społeczne dla wszystkich klas społecznych, przekonań i partii. Drukowano wiadomości polityczne i gospodarcze, zarówno lokalne, jak i z terenu Niemiec oraz innych krajów świata. Ważne miejsce na łamach zajmowały informacje z dworu cesarskiego, urzędów cesarskich i państwowych, a także obwieszczenia z posiedzeń Reichstagu i Landtagu. Oprócz tego ukazywała się również tematyka lżejsza: zapowiedzi wydarzeń kulturalnych i artystycznych, opisy sztuk teatralnych i krytyka artystyczna. Wydawano też dodatki, w tym dotyczące nauki i techniki, m.in. Tägliches Unterhaltungsblatt (Codzienny Dodatek Rozrywkowy z tekstami literackimi, powieściami, nowelami i opowiadaniami, w tym kryminalnymi), Lustige Beilage (Wesoły Dodatek z wierszami, żartami rysunkowymi, piosenkami i krótkimi opowiadaniami o banalnym charakterze), Spiel und Sport (Sport i Zabawa), Mode und Heim (Moda i Dom), Handel und Wandel (Handel i Ruch) oraz Feld und Garten (Pole i Ogród). 
W początku XX wieku pismo stało się największym w Poznaniu, prowincji i na wschodzie Niemiec. W 1902 nakład wynosił 10.600 egzemplarzy, w 1903 – 12.000 egzemplarzy, a w 1904 – 12.600 egzemplarzy. Redakcja mieściła się w kamienicy Haase i Wagnera w Poznaniu na Świętym Marcinie 69.